# Nordmela
Nordmela est un village de pêcheurs de l'île d'Andøya dans le comté de Nordland, en Norvège.

## Description
Administrativement, Nordmela fait partie de la kommune d'Andøy.
Juste au nord de Nordmela se trouve la réserve naturelle de Skogvoll, qui couvre 55,447 km2 et fait partie de la plus grande zone de marais d'Andøya avec le lac de Skogvollvatnet.